# Comuna de les Gambier
La comuna de les Gambier (en francès commune des Gambier) és una unitat administrativa de la Polinèsia Francesa, al districte de Tuamotu-Gambier.
La població el 2007 era de 1.337 habitants. La capital és Rikitea, a l'illa de Mangareva.
La comuna consta de les illes Gambier i dels atols més meridionals de les Tuamotu:
- Illes GambierIlles de Mangareva
  - Atol de Temoe, deshabitat.

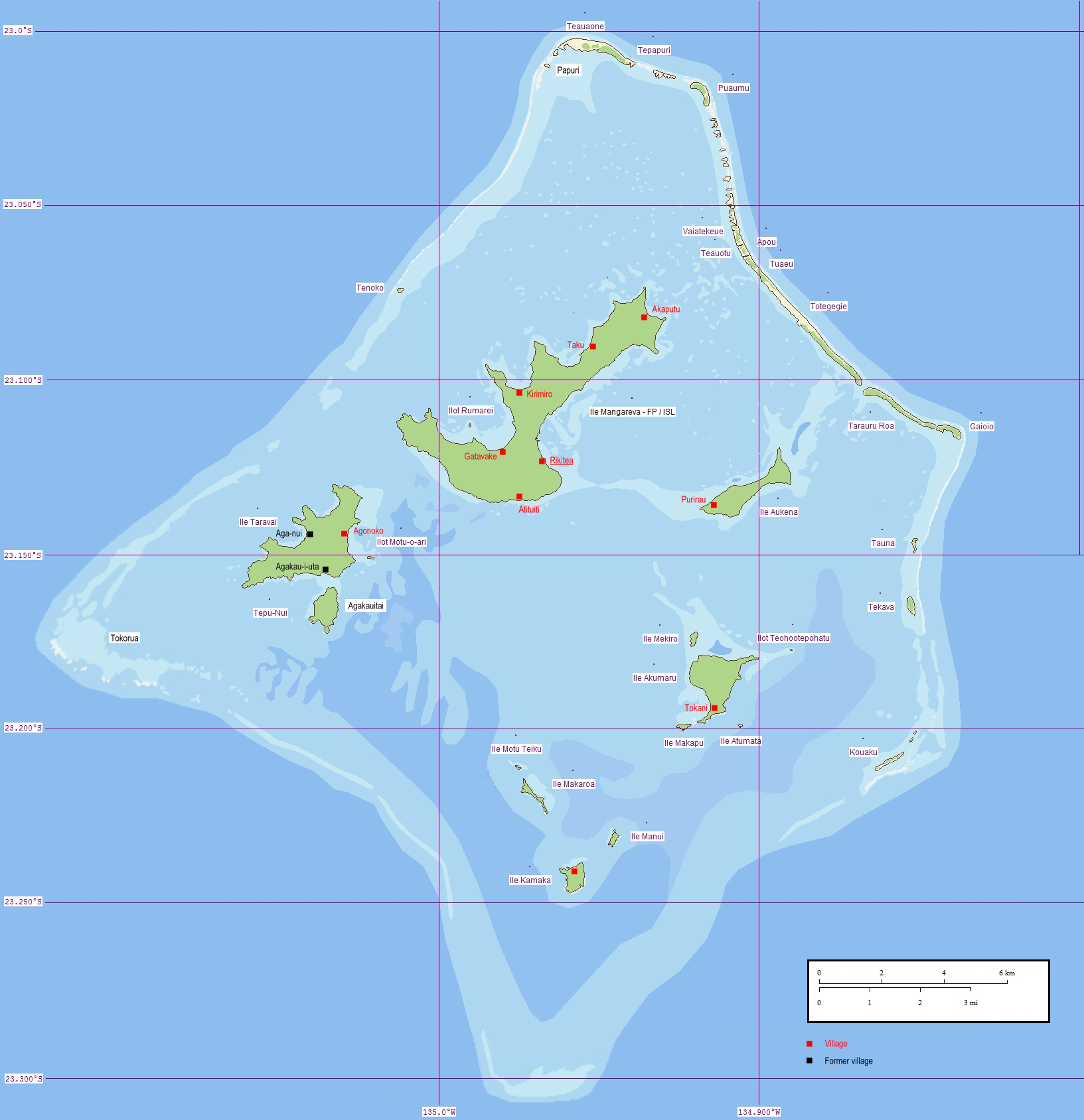
Illes de Mangareva

  - Illes de Mangareva, amb cinc illes habitades:
    - Mangareva, 1.026 habitants, amb sis districtes:
      - Rikitea
      - Kirimiro
      - Gatavake
      - Atituiti
      - Akaputu
      - Taku

    - Aukena, 40 habitants
    - Akamaru, 20 habitants
    - Kamaka, 1 habitant
    - Taravai, 7 habitants
- TuamotuPart de les Tuamotu dependents de la comuna de les Gambier
  - Grup Acteó, deshabitat
    - Atol de Matureivavao
    - Atol de Tenararo
    - Atol de Tenarunga
    - Atol de Vahanga

  - Atol de Morane, deshabitat

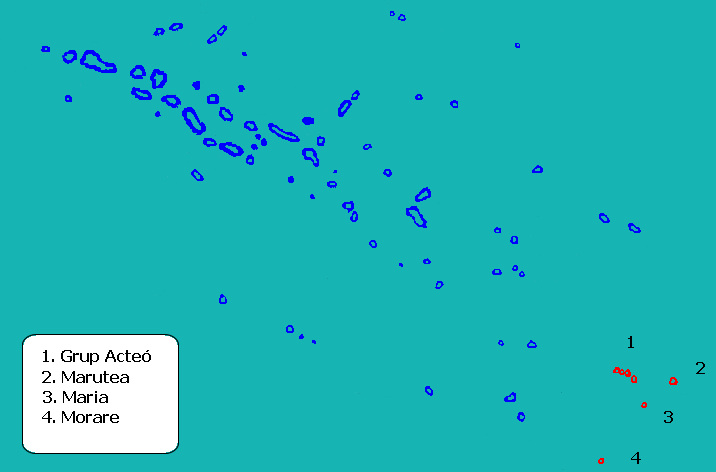
Part de les Tuamotu dependents de la comuna de les Gambier

  - Atol de Marutea Sud, 243 habitants
  - Atol de Maria (Maria Est), deshabitat